# Nécropole gauloise de Bouqueval
La nécropole gauloise de Bouqueval est un site archéologique gaulois situé dans la commune éponyme, dans le Val-d'Oise. 

## Localisation et fouilles
Au lieu-dit Le Fossé-à-deux-Gueülles sur le territoire de la commune actuelle de Bouqueval (Val d'Oise), une nécropole de l'âge du Fer associée à un enclos funéraire a été partiellement fouillée en 1977 et 1978 par l'association JPGF de Villiers le Bel (95). L'ensemble, qui comprenait deux tombes à char contenant un riche mobilier (bijoux et parures, pièces ornementales de char en bronze, etc) ; deux sépultures de guerriers portant un torque, inhumés avec leur armement (épées et lances), et douze autres sépultures a été daté entre 350 et 250 avant J.-C. Huit fosses rectangulaires abritaient des adultes et des enfants ; elles n'ont livré qu'une ou deux fibules en fer et une boucle de ceinture ainsi qu'une magnifique jatte au décor plastique exceptionnel, unique en Europe et datable de la Tène moyenne (entre 350 et 200 avant J.C.).

## Une nécropolearistocratique
Aucun vestige de surface n’a été mis en évidence néanmoins la proximité des tombes et la chronologie des sépultures, laissent envisager une matérialisation, au moins durant la période d’utilisation de cette nécropole. De façon générale, les tombes sont orientées plus ou moins Nord-Sud. L’examen de la répartition spatiale dans la zone fouillée laisse présager des divisions de la nécropole, vraisemblablement réservées à des familles ou des classes sociales distinctes. Les données de cette fouille laissent apparaître une société hiérarchisée, avec une aristocratie bénéficiant de pratiques funéraires spécifiques. Pour le reste, hormis une connotation fortement militaire, le reste de la population inhumée, hommes, femmes ou enfants, les modes d’inhumation ou le mobilier découvert ne donnent pas d’indications sur leur statut social ou leur fonction.

## Découverte de 2022
En novembre 2022, lors de fouilles préventives menées sur un site de l'entreprise Veolia, le service départemental d’archéologie du Val d’Oise découvre 16 nouvelles tombes gauloises avec squelettes, 15 incinérations avec leurs urnes, ainsi que du mobilier d’époque avec des épées, des lances ou encore des bracelets. Neuf tombes de guerriers et quatre tombes à char, ce rite funéraire qui consistait à enfouir les restes d’une personne défunte avec un char de guerre. L'ensemble est daté des IIIe et IVe siècles av. J.-C.